# Spliff
Spliff war eine westdeutsche Band, die von 1980 bis 1985 existierte. Ihr musikalisches Repertoire verband Rock, Funk und elektronische Musik. Insbesondere die Keyboardsounds von Reinhold Heil und später das elektronische Schlagzeug der Marke Simmons SDS V prägten den Klang ihrer Musik.

## Die Band
Herwig Mitteregger, Bernhard Potschka und Manfred Praeker lernten sich in der Politrockband Lokomotive Kreuzberg kennen. Zusammen mit Reinhold Heil, damals aktiv in der Jazz-Formation Bakmak, und Nina Hagen wurden sie als Nina Hagen Band bekannt und veröffentlichten zwei Alben.
Nach der Trennung von Nina Hagen konzipierten die vier Musiker auf Anregung des Managers Jim Rakete zusammen mit dem Sänger Alf Klimek („Klimax“), dem deutsch-amerikanischen DJ Rik De Lisle und den Sängerinnen Lisa Bialac und Lyma Russel die Rockoper Spliff Radio Show. Sie wurde am 24. Mai 1980 im Berliner Kant-Kino live uraufgeführt; sie ist eine „bittere Satire auf das Musikgeschäft um den fiktiven Rock-Star Rocko J. Fonzo“ und hat dessen Aufstieg und Fall zum Thema. Das englischsprachige Album wurde unter anderem in Paris, Zürich, Amsterdam, Stockholm und London aufgeführt und erschien 1980 (bei CBS). Obwohl das Cover den Ausdruck Spliff nicht explizit als Bandnamen ausweist, sondern lediglich als Teil des Albumnamens, erscheint in den Liner Notes „Spliff are“ mit den auch hier genannten vier Bandmitgliedern; Alf Klimek erscheint unter „starring“, während Lyma Russel, Lisa Bialac und Rik De Lisle unter „featuring“ genannt werden. Hintergrund ist, dass die Spliff-Mitglieder ihre in der Zusammenarbeit mit Nina Hagen gemachten letztendlich schlechten Erfahrungen nicht wiederholen wollten und daher von „Frontschweinen“ Abstand suchten.
Anfang 1982 erschien ihr erstes deutschsprachiges Album 85555, welches nun unter ihrem neuen Bandnamen Spliff veröffentlicht wurde. Der Bandname verweist auf eine alternative Szene-Bezeichnung für eine Haschisch-Zigarette (Joint) und basiert auf dem Einwurf „Spliff“ im Nina-Hagen-Lied Heiß der LP Nina Hagen Band. Das Album war nach seiner Katalognummer benannt (wie ein Jahr später das Yes-Album 90125). Es hat eine schlichte Cover-Gestaltung mit grauen und roten Schriftzeichen auf weißem Hintergrund. Spliff wurde in der Folge der sogenannten Neuen Deutschen Welle zugerechnet, auch wenn die Band mit diesem Attribut „nichts anfangen konnte“. Das Album kam auch in einer englischsprachigen Version als 85555 International Version auf den Markt. Es hat ein anderes Cover; es zeigt die Band, wobei Reinhold Heil das LP-Cover der deutschen Version in seinen Händen präsentiert.
Ihre größten Hits aus dieser Zeit waren Heut’ Nacht und Carbonara. Die weiteren Singles Déjà vu (von 85555) und Das Blech (vom ebenfalls deutschsprachigen Album Herzlichen Glückwunsch, veröffentlicht Ende 1982) waren ebenfalls erfolgreich in den deutschen Charts. Das Video zu Herzlichen Glückwunsch wurde unter Mitwirken des späteren Trance-Produzenten Paul Schmitz-Moormann gedreht. 1984 erschien das letzte reguläre Spliff-Album Schwarz auf Weiß mit der Singleauskopplung Radio, für das die Gruppe mit Curt Cress am Schlagzeug vergleichsweise erfolglos auf Tournee ging. 1985 kam es aufgrund musikalischer Differenzen und verschiedener Solo-Projekte der Band-Mitglieder zur Trennung.

## Gemeinsame Aktivitäten nach der Trennung
Reinhold Heil, Manfred Praeker und Bernhard Potschka gründeten 1987 mit Lyndon Connah die Gruppe Froon, der jedoch mit Bobby Mugabe nur ein kleinerer Hit beschieden war und die bereits 1989 wieder aufgelöst wurde.
1990 veröffentlichte CBS die CD Spliff Remix, auf welcher verschiedene Produzenten bekannte Spliff-Lieder neu abmischten. 1992 kam eine Spliff-Box Alles Gute in einer Aluminium-Verpackung heraus, welche die größten Erfolge der Band dokumentierte.
Im Jahr 2004 kamen Manfred Praeker und Bernhard Potschka wieder zusammen und gründeten mit dem Manager Andy Eder die Band Bockx auf Spliff. Sie spielten sowohl alte Lieder von Spliff neu ein als auch eigene Stücke. Es kam jedoch zu keiner CD-Veröffentlichung und nur zu vereinzelten Auftritten.

## Solokarrieren und Tätigkeiten für andere Künstler
Die Spliffmusiker produzierten und schrieben für andere Künstler, die ebenfalls von Jim Rakete gemanagt wurden. Manfred Praeker und Reinhold Heil produzierten von 1982 bis 1986 die Gruppe Nena, so auch das erste gleichnamige Album, und verhalfen ihr zum großen internationalen Durchbruch. Das Stück Einmal ist keinmal wurde von Praeker geschrieben.
1984 produzierte Praeker die LP der Woche von Extrabreit und 1986 das Album Die Ärzte der gleichnamigen Band. Er war auch vielfach als Gastmusiker tätig, so u. a. für Achim Reichel.
Herwig Mitteregger veröffentlicht seit 1983 Solo-Alben. Der kommerziell größte Hit war die 1985er Single Immer mehr aus dem gleichnamigen Album. Es folgten bis 1993 drei weitere Alben bei CBS/Sony und eine LP 1997 bei Universal. Nach langjähriger Pause, in der sich Mitteregger in Spanien lebend vor allem seiner Familie widmete und nur gelegentlich in Deutschland auftrat, erschien am 23. Mai 2008 das Album Insolito auf seinem eigenen Label Manoscrito, im Juni 2009 dann das Album Fandango.
Besonders hervorzuheben ist auch die Zusammenarbeit Mittereggers mit Manfred Maurenbrecher und Ulla Meinecke, für die er mehrere Alben produzierte, auf denen er und auch einige Spliff-Mitglieder spielten. Das Meinecke-Duett Feuer unter’m Eis erschien 1983 auf der LP Wenn schon nicht für immer, dann wenigstens für ewig.
Unter dem Projektnamen Potschka / Perxon veröffentlichte Bernhard Potschka mit weiteren Musikern 1992 ein Album. Seit Mitte der Neunziger widmete sich Potschka verstärkt dem Flamenco, veröffentlichte drei Alben unter eigenem Namen, produzierte 1999 das Album River of Return der Berliner Gruppe Agitation Free (für das er bei dem Lied Das kleine Uhrwerk Flamencogitarre und Udu spielte) und trat auch häufiger als Solist bzw. mit dem Duo Gitarra Pura auf.
Reinhold Heil hatte zusammen mit seiner Freundin Rosa Precht, die bis dahin auch als Keyboarderin bei Ulla Meineckes Band spielte, das Projekt Cosa Rosa. Sie veröffentlichten 1983 das Album Traumstation, aus dem der Titel Rosa auf Hawaii ausgekoppelt wurde, 1985 das Album Kein Zufall mit den Auskoppelungen In meinen Armen und Millionenmal, und 1986 das Album Cosa Rosa. Rosa Precht starb mit 38 Jahren an Magenkrebs. Seit Ende der 1990er Jahre ist Heil in den USA als Filmkomponist erfolgreich tätig. Er komponierte und spielte unter vielen anderen die Musik für Lola rennt und Das Parfum – Die Geschichte eines Mörders.

## Diskografie

### Studioalben
| Jahr | Titel                         | Höchstplatzierung, Gesamtwochen/‑monate, AuszeichnungChartplatzierungen (Jahr, Titel, Platzierungen, Wochen/Monate, Auszeichnungen, Anmerkungen) | Höchstplatzierung, Gesamtwochen/‑monate, AuszeichnungChartplatzierungen (Jahr, Titel, Platzierungen, Wochen/Monate, Auszeichnungen, Anmerkungen) | Höchstplatzierung, Gesamtwochen/‑monate, AuszeichnungChartplatzierungen (Jahr, Titel, Platzierungen, Wochen/Monate, Auszeichnungen, Anmerkungen) | Anmerkungen                          |
| Jahr | Titel                         | DE | AT | CH | Anmerkungen                          |
| ---- | ----------------------------- | --- | --- | --- | ------------------------------------ |
| 1980 | The Spliff Radio Show         | — | — | — | Erstveröffentlichung: 1980           |
| 1982 | 85555                         | DE1 Platin · (56 Wo.)DE | AT4 (6½ Mt.)AT | — | Erstveröffentlichung: Januar 1982    |
| 1982 | 85555 – International Version | DE61 (1 Wo.)DE | — | — | Erstveröffentlichung: August 1982    |
| 1982 | Herzlichen Glückwunsch!       | DE4 Gold · (26 Wo.)DE | AT5 (3½ Mt.)AT | — | Erstveröffentlichung: November 1982  |
| 1984 | Schwarz auf weiß              | DE10 (11 Wo.)DE | — | CH19 (6 Wo.)CH | Erstveröffentlichung: September 1984 |

grau schraffiert: keine Chartdaten aus diesem Jahr verfügbar

### Kompilationen
| Jahr | Titel                             | Höchstplatzierung, Gesamtwochen, AuszeichnungChartplatzierungen (Jahr, Titel, Platzierungen, Wochen, Auszeichnungen, Anmerkungen) | Höchstplatzierung, Gesamtwochen, AuszeichnungChartplatzierungen (Jahr, Titel, Platzierungen, Wochen, Auszeichnungen, Anmerkungen) | Höchstplatzierung, Gesamtwochen, AuszeichnungChartplatzierungen (Jahr, Titel, Platzierungen, Wochen, Auszeichnungen, Anmerkungen) | Anmerkungen                         |
| Jahr | Titel                             | DE | AT | CH | Anmerkungen                         |
| ---- | --------------------------------- | --- | --- | --- | ----------------------------------- |
| 1994 | Alles Gute – Das Beste von Spliff | DE71 (8 Wo.)DE | — | — | Erstveröffentlichung: Dezember 1993 |

Weitere Kompilationen
- 1990: Spliff Remix
- 1996: Spliff and Friends
- 2001: Media Markt präsentiert Spliff
- 2005: The Best Of
- 2010: Kult – 30 Jahre Spliff (2 CDs)

### Singles
| Jahr | Titel Album                       | Höchstplatzierung, Gesamtwochen/‑monate, AuszeichnungChartplatzierungen (Jahr, Titel, Album, Platzierungen, Wochen/Monate, Auszeichnungen, Anmerkungen) | Höchstplatzierung, Gesamtwochen/‑monate, AuszeichnungChartplatzierungen (Jahr, Titel, Album, Platzierungen, Wochen/Monate, Auszeichnungen, Anmerkungen) | Höchstplatzierung, Gesamtwochen/‑monate, AuszeichnungChartplatzierungen (Jahr, Titel, Album, Platzierungen, Wochen/Monate, Auszeichnungen, Anmerkungen) | Anmerkungen                                                                             |
| Jahr | Titel Album                       | DE | AT | CH | Anmerkungen                                                                             |
| ---- | --------------------------------- | --- | --- | --- | --------------------------------------------------------------------------------------- |
| 1982 | Carbonara 85555                   | DE5 (23 Wo.)DE | AT13 (1 Mt.)AT | CH3 (9 Wo.)CH | Erstveröffentlichung: März 1982                                                         |
| 1982 | Déjà vu 85555                     | DE36 (10 Wo.)DE | — | — | Erstveröffentlichung: September 1982                                                    |
| 1982 | Das Blech Herzlichen Glückwunsch! | DE5 (19 Wo.)DE | AT6 (2½ Mt.)AT | — | Erstveröffentlichung: November 1982                                                     |
| 1984 | Radio Schwarz auf weiß            | DE58 (5 Wo.)DE | — | — | Erstveröffentlichung: September 1984                                                    |
| 1985 | Nackt im Wind –                   | DE3 (10 Wo.)DE | AT18 (2½ Mt.)AT | CH21 (3 Wo.)CH | Erstveröffentlichung: 21. Januar 1985 Verkäufe: + 150.000; als Teil von Band für Afrika |

Weitere Singles
- 1980: Spliff Radio Show
- 1980: Jet Set Star
- 1981: Rock’n’Roll Refugee
- 1982: Heut’ Nacht
- 1983: Augen zu
- 1983: Herzlichen Glückwunsch
- 1984: Telefon-Terror
- 1984: Labyrinth
- 1990: Déjà vu (Remix)
- 2003: Carbonara 2003 (vs. Ameno)

### Videoalben
- 2012: Live at Rockpalast